# Ambrose (Georgie)
Ambrose je město v Coffee County, v Georgii, ve Spojených státech amerických. V roce 2011 žilo ve městě 380 obyvatel.

## Demografie
Podle sčítání lidí v roce 2000 žilo ve městě 320 obyvatel, 129 domácností, a 74 rodin.
V roce 2011 žilo v Ambrose přesně 190 mužů a 190 žen. Průměrný věk obyvatele je 32 let.